# George Murcell
George Murcell (Napoli, 30 ottobre 1925 – Isleworth, 3 dicembre 1998) è stato un attore e caratterista britannico.

## Biografia
Nato in Italia col nome di Arthur George Murcell, fece il suo debutto nel film La battaglia di Rio della Plata (1956), di Michael Powell ed Emeric Pressburger. Murcell cominciò la sua carriera recitando ruoli da poco di buono sia al cinema che in televisione. Ruoli come ad esempio quello di un semplice scagnozzo in I piloti dell'inferno (1957) e La dinastia del petrolio (1957), o della furba canaglia Needle in You Have Just Been Murdered, episodio della serie televisiva Agente speciale.
Si specializzò recitando ruoli di straniero, fra cui Tedeschi, Russi e Sudamericani, alcuni dei quali nelle avventure ITC delle serie TV degli anni 60 e 70, come Gioco pericoloso, Il barone, Il Santo, Tris d'assi, Il mio amico fantasma, Attenti a quei due, e Jason King. Recitò nei film Mare di sabbia (1958), La caduta dell'Impero romano (1964), Gli eroi di Telemark (1965), La truffa che piaceva a Scotland Yard (1966), L'uomo di Kiev (1968), Sull'orlo della paura (1968), Assassination Bureau (1968), Di pari passo con l'amore e la morte (1969), Penny Gold (1973), Penelope Pulls It Off (1975), L'anno del terrore (1991) e Corsari (1995).

### Vita personale
Murcell sposò la sua prima moglie, Josephine Tweedy, nel 1953. La sua seconda moglie fu l'attrice inglese Elvi Hale, con cui fu sposato dal 1961 fino al 1998, anno della sua morte. Oltre che la carriera di attore, Murcell fu anche un acclamato musicista e linguista. Morì il 3 dicembre del 1998, all'età di 73 anni.

## Filmografia parziale

### Cinema
- Destinazione Tunisi (The Steel Bayonet), regia di Michael Carreras (1957)
- I piloti dell'inferno (Hell Drivers), regia di Cy Endfield (1957)
- La dinastia del petrolio (Campbell's Kingdom), regia di Ralph Thomas (1957)
- Il sangue del vampiro (Blood of the Vampire), regia di Henry Cass (1958)
- Mare di sabbia (Sea of Sand), regia di Guy Green (1958)
- La tortura del silenzio (The Angry Silence), regia di Guy Green (1960)
- I figli del capitano Grant (In Search of the Castaways), regia di Robert Stevenson (1962)
- La caduta dell'Impero romano (The Fall of the Roman Empire), regia di Anthony Mann (1964)
- Gli eroi di Telemark (The Heroes of Telemark), regia di Anthony Mann (1965)
- La truffa che piaceva a Scotland Yard (Kaleidoscope), regia di Jack Smight (1966)
- Sull'orlo della paura (A Dandy in Aspic), regia di Anthony Mann, Laurence Harvey (1968)
- L'uomo di Kiev (The Fixer), regia di John Frankenheimer (1968)
- Di pari passo con l'amore e la morte (A Walk with Love and Death), regia di John Huston (1969)
- Cavalieri selvaggi (The Horsemen), regia di John Frankenheimer (1971)
- Si può essere più bastardi dell'ispettore Cliff?, regia di Massimo Dallamano (1973)
- Penny Gold, regia di Jack Cardiff (1974)
- L'isola di Pascali (Pascali's Island), regia di James Dearden (1988)
- L'anno del terrore (Year of the Gun), regia di John Frankenheimer (1991)
- Corsari (Cutthroat Island), regia di Renny Harlin (1995)

### Televisione
- Robin Hood (The Adventures of Robin Hood) – serie TV, episodio 2x14 (1956)
- Attenti a quei due (The Persuaders!) – serie TV, episodio 1x18 (1971)

## Doppiatori italiani
Nelle versioni in italiano delle opere in cui ha recitato, George Murcell è stato doppiato da:
- Gianfranco Bellini ne Il sangue del vampiro
- Sandro Sardone in L'anno del terrore
- Alessandro Sperlì ne L'uomo di Kiev
- Roberto Bertea in Cavalieri selvaggi
- Franco Chillemi in Corsari